# مسجد أشاغي غوهار أغا
مسجد أشاغي غوهار آغا (بالأذربيجانيَّة: Aşağı Gövhər ağa məscidi) - هو مسجد في شوشا بإقليم قاراباغ في أذربيجان.
ويشير اسم أشاغي يعني أسفل إلى موقع المسجد في الجزء السفلي من مدينة شوشا، كما أنه يميز نفسه عن مسجد يخاري (يعني أعلى) غوهار آغا في الجزء العلوي من المدينة.

## التاريخ
وقد اكتمل بناء مسجد أشاغي غوهار آغا بأمر من غوهار آغا ابنة إبراهيم خليل خان لخانية قراباغ قبل نحو 8 سنوات من بناء مسجد يخاري غوهار آغا في 1875-1876.
الفرق بين المسجدين أشاغي جوفهار أغا ويخاري غوهار آغا هو أن المآذن القديمة تقع في أركان الجانب الخلفي، ومآذن يخاري جوفهار أغا تقع على الجانب الأمامي.
وفي الفترة من 2005 إلى 2007، يفترض أن المسجد قد دُمر بشكل ممنوة.
في المسجد يلتقي اسم سيد كربلايى سافي خان قاراباغي - مهندس قاراباغ.

## معرض الصورة

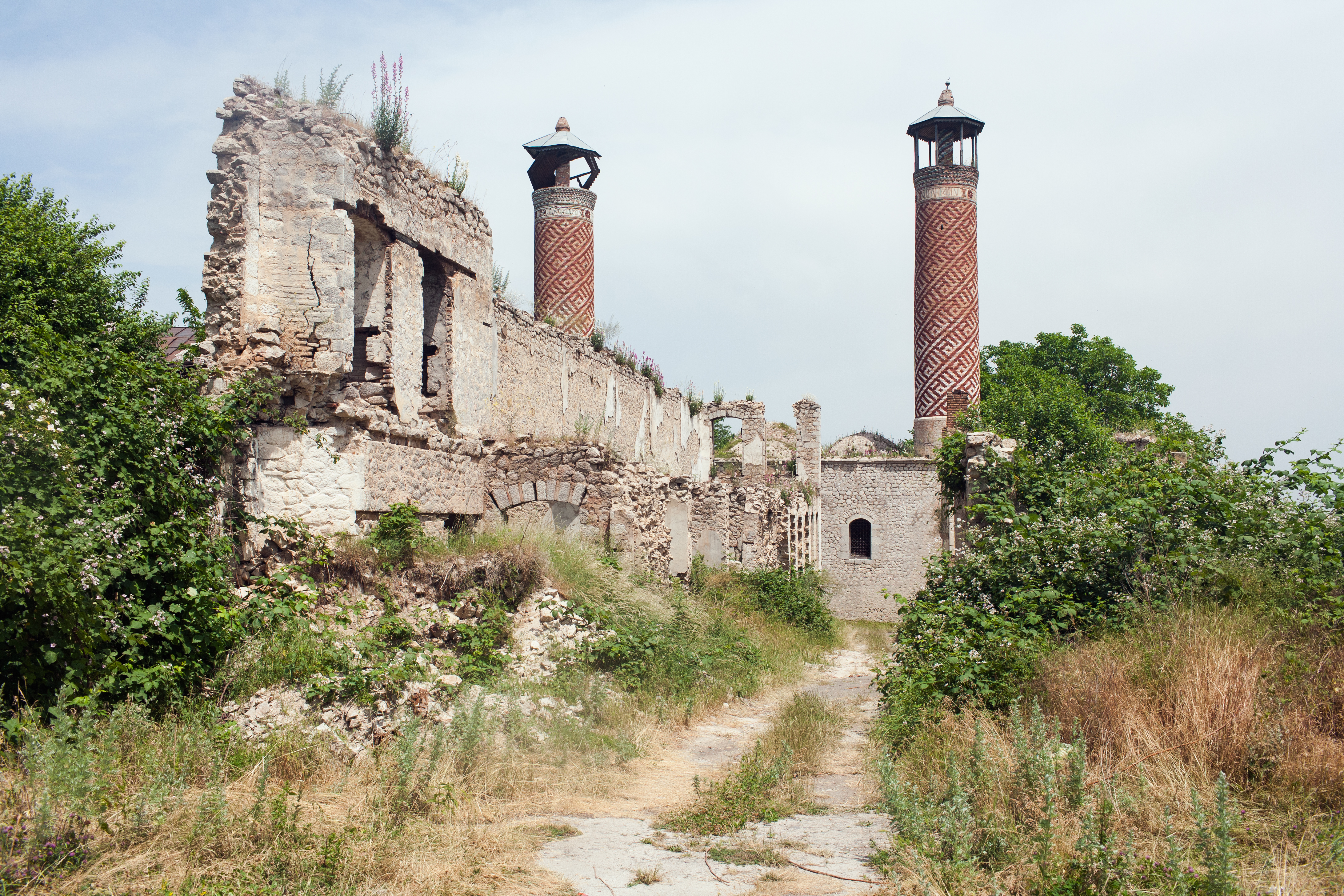
رؤية مسجد أشاغي غوهار آغا في 2010
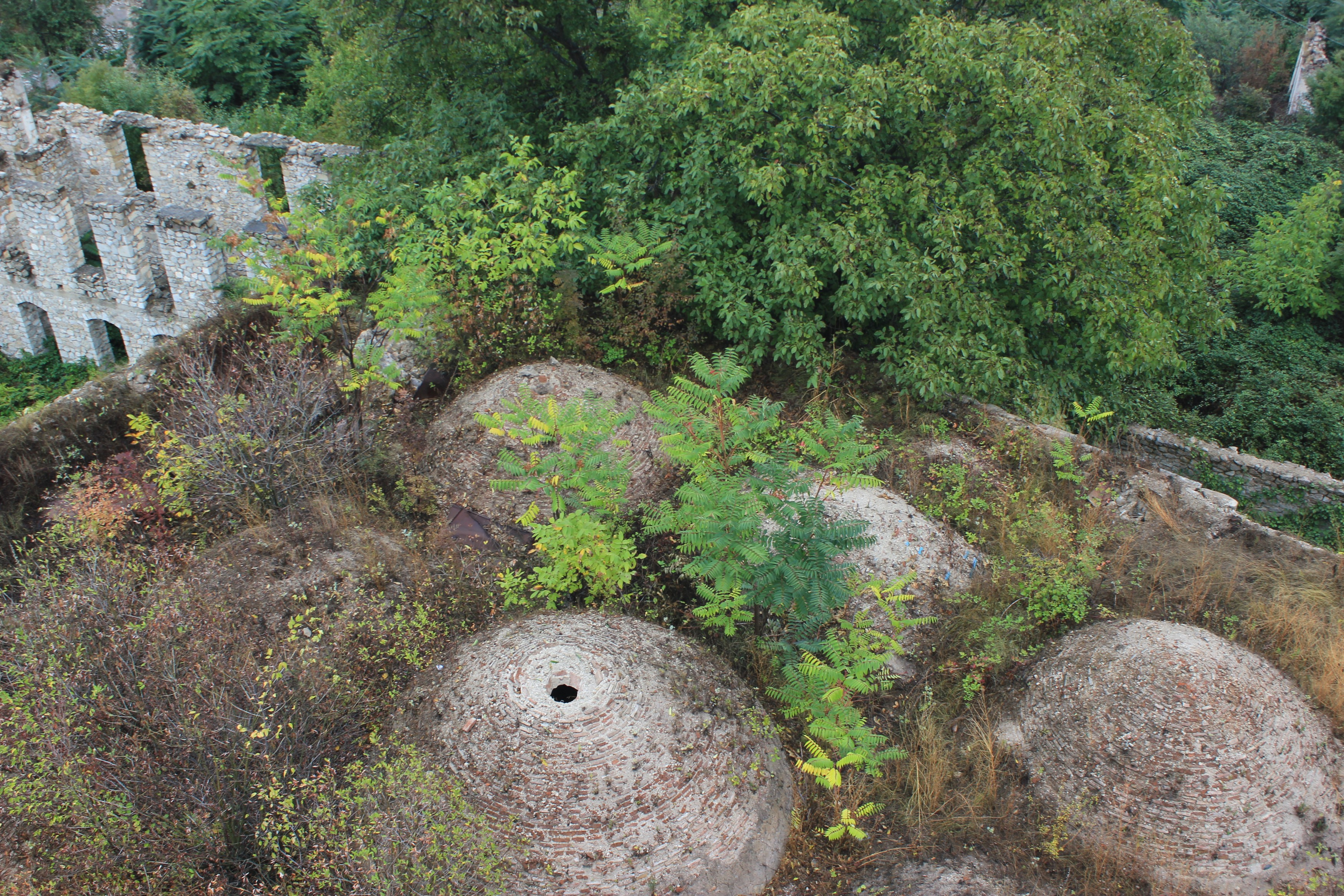
شقف المسجد، عام 2017
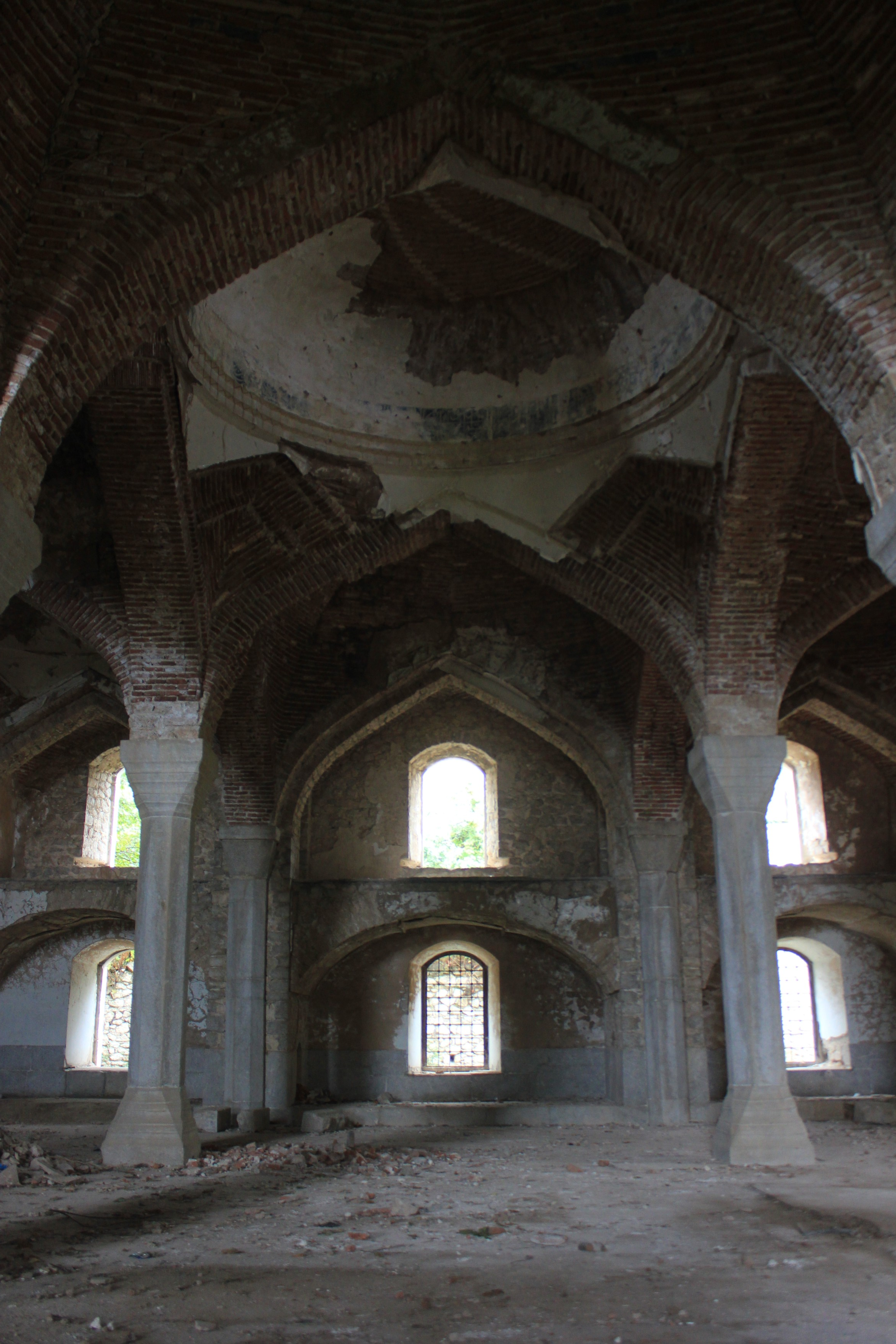
رؤية داخلية لمسجد
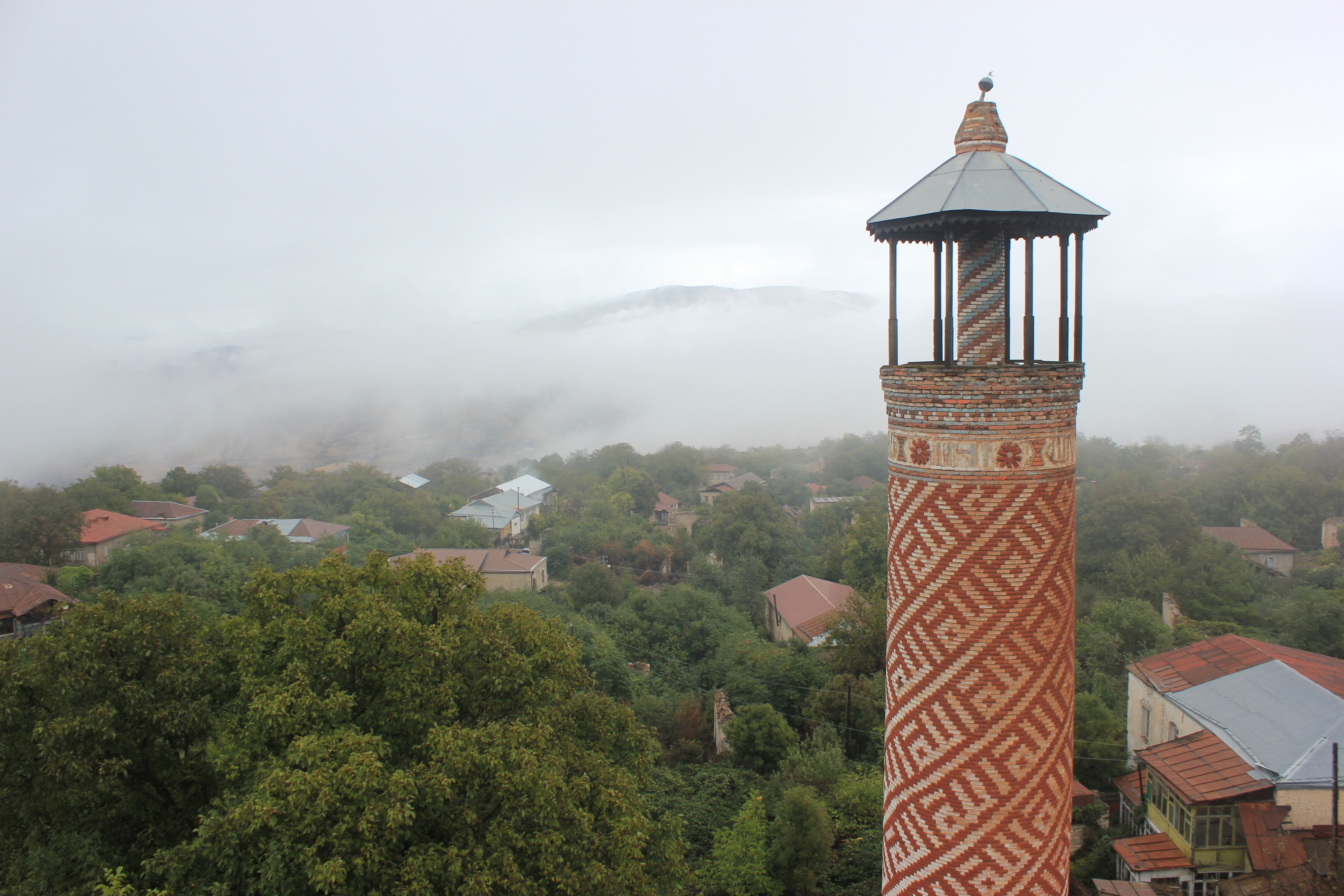
رؤية من المآذن
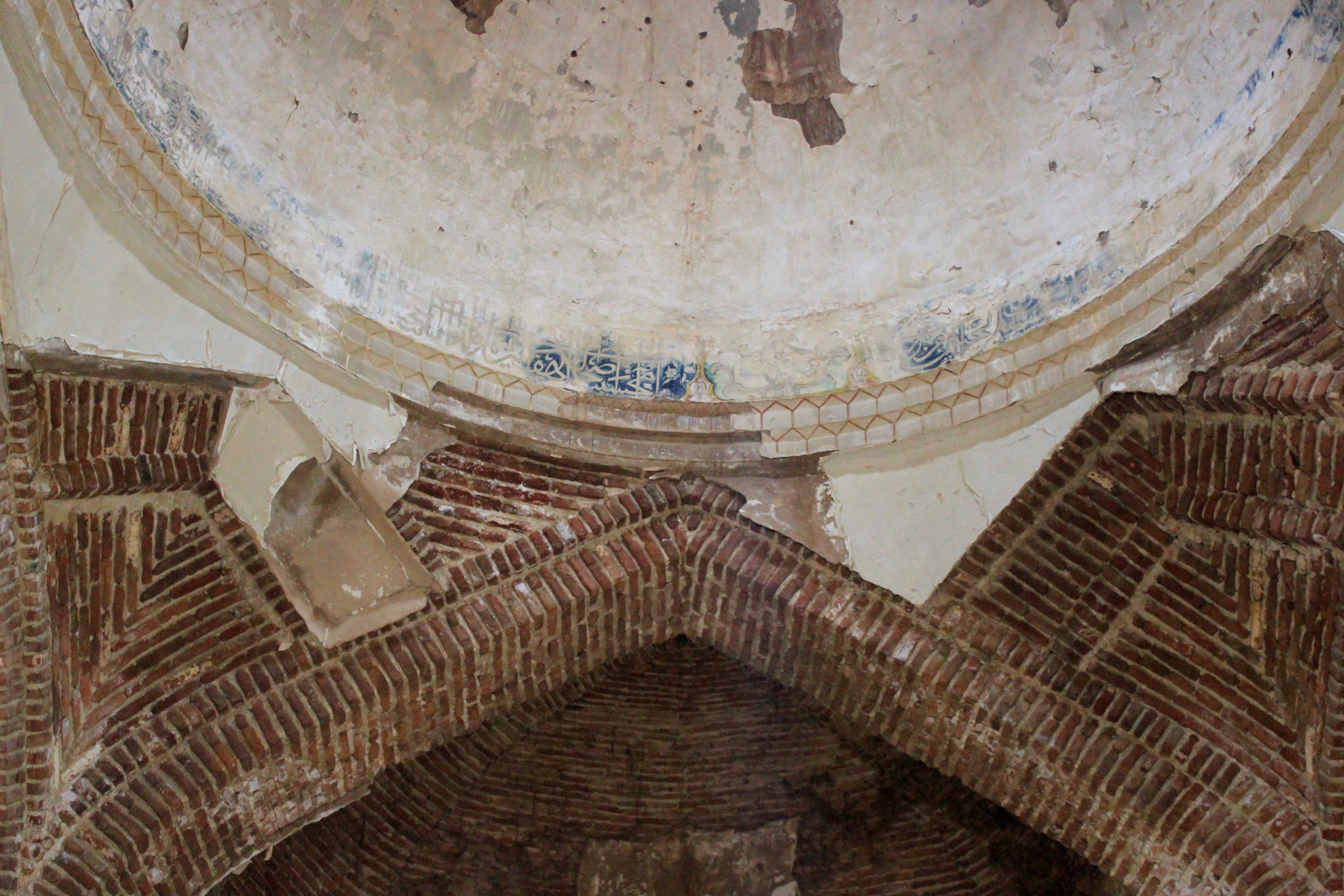
آيات في القبة